# سارة هارمر
سارة هارمر هي موسيقية ومغنية ومغنية مؤلفة كندية، ولدت في 12 نوفمبر 1970 في بيرلينجتون في كندا.

## وصلات خارجية
- الموقع الرسمي
- سارة هارمر على موقع IMDb (الإنجليزية)
- سارة هارمر على موقع ميوزك برينز (الإنجليزية)
- سارة هارمر على موقع أول ميوزيك (الإنجليزية)
- سارة هارمر على موقع ديسكوغز (الإنجليزية)
- سارة هارمر على موقع قاعدة بيانات الفيلم (الإنجليزية)